# Чернівецька ратуша
Черніве́цька ра́туша — адміністративна будівля в історичному центрі Чернівців (Центральна площа), призначена для розміщення органів місцевого самоврядування міста. Пам'ятка архітектури національного значення (охоронний № 1738)

## Опис
Чернівецька ратуша — триповерхова будівля з високою баштою та внутрішнім двориком, збудована у стилі пізнього класицизму, що був характерний практично для всіх тогочасних ратуш на території Королівства Галичини та Володимирії.
Фасад споруди акцентований центральним ризалітом, увінчаним фризом і прямокутним фронтоном. Його довершує доричний портик з шістьома пілястрами.
На фронтоні встановлено рельєфний щит для міського герба.
Завершує образ Чернівецької ратуші 50-метрова двоярусна башта, яку увінчує шпиль з мідною кулею та невеликим флагштоком.
Невіддільними елементами екстер'єру споруди є два годинники — один показує час на ратушній вежі, а інший (подарунок багаторічного бургомістра Антона Кохановського) встановлено на її фронтоні.
Будівлю споруджено на фундаменті, вимурованому з каменю, який під вежею сягає понад 6 м глибини.

## Історія

### Будівництво ратуші
Ідея спорудження в Чернівцях міської ратуші виникла в 1820-х роках. Спочатку, щоправда, місце майбутнього будівництва було предметом запеклих суперечок. Адміністративну будівлю планували звести на північній околиці міста, над Прутом. Категорично проти цього виступав окружний інженер Адольф Маріна, який обґрунтовував недоцільність такого розміщення тим, що за розрахунками Чернівці розвиватимуться у протилежному, південному напрямку.
2 вересня 1832 року Чернівецьку міську управу було реорганізовано в Чернівецький міський магістрат, що активізувало реалізацію проєкту. Але можливість приступити до будівництва з'явилась тільки в 1840-х роках, коли магістрат 24 квітня 1841 року своїм декретом № 7872 викупив у братів Петровичей (один з яких, Якоб фон Петрович, у 1864 році став чернівецьким бургомістром) необхідну земельну ділянку (кадастровий № 298) за 8 тис. флоринів.
Урочисте закладання «наріжного каменю» відбулося 19 квітня 1843 року. У заходах взяли участь представники місцевої влади (магістрату та окружної управи) і громадськості. Таїнство освячення здійснив православний владика Євгеній (Гакман) за участі духівництва інших конфесій. Тоді ж у спеціальну нішу було вкладено кілька золотих дукатів та пергамент з посланням для нащадків.
Будівництво, під керівництвом Адольфа Маріна та наглядом архітектора Андреаса Мікуліча, тривало менш як чотири роки. Вже під час виконання робіт до проєкту було внесено поправки — зокрема, додано третій поверх. У липні 1847 року «Будівельна Фірма Менделя Амстера» повідомила місцеву владу про готовність об'єкта до здачі.
На 20 березня 1848 року було заплановано урочисте офіційне прийняття споруди «громадським будівничим комітетом». Захід повинен був закінчитись бенкетом, який не відбувся через звістку про революційні події, що надійшла з Відня.

### Ратуша австрійського періоду

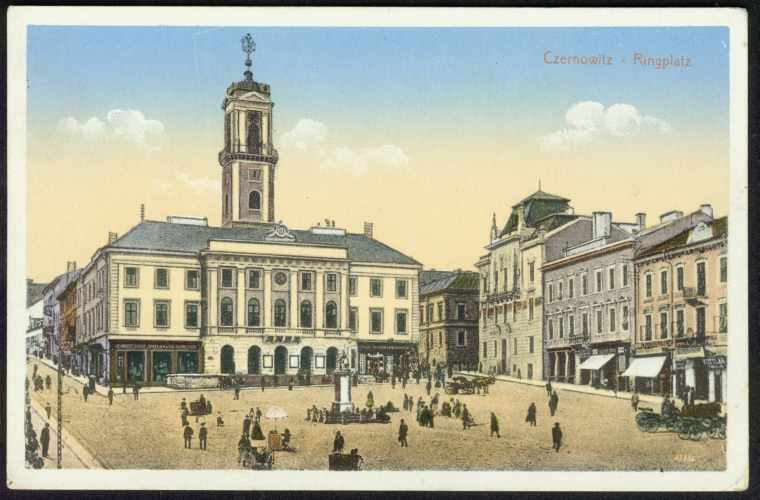
Чернівецька ратуша (на початку XX століття)

У Чернівецькому обласному архіві зберігається документ 1848 року, в якому міститься детальний опис усіх приміщень Чернівецької ратуші.
Перший поверх будівлі займали: міська реєстратура й каса, відділ поземельного кадастру, поліційний ревізор, головна вартівня (гауптвахта) — арештантське приміщення і кухня, що обслуговувала арештантів та їхніх вартових.
Другий поверх займали: зал засідань, кілька бюро для чиновників, кімната для допитів й арештантська для дворян.
На третьому поверсі містились квартири міського адвоката та асесора, а також найрозкішніші апартаменти  бургомістра, що складались з шести кімнат і кухні, вікна яких виходили на Площу Ринок.

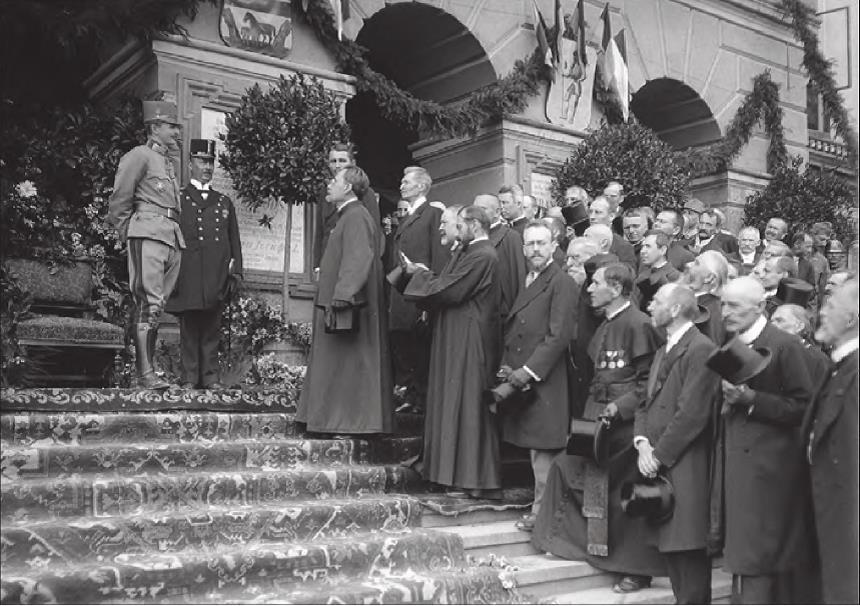
Цісар Карл І на сходах Чернівецької ратуші (1917)

Пізніше громада міста, прагнучи здешевити утримання міських чиновників, змусила магістрат здати приміщення першого поверху в оренду приватним особам під комерційні об'єкти. Цілком практично того часу використовувалась й ратушна вежа, балкон якої слугував спостережним майданчиком, з якого за містом спостерігав пожежник. У разі виникнення небезпеки вивішувався червоний прапор, а вночі запалювався ліхтар з того боку, де була помічена пожежа.
В австрійський період годинник на ратушній вежі був з курантами, які відбивали кожну годину.
На фронтоні встановлювали величезні мармурові меморіальні дошки з нагоди 25-ти, 40-ка та 50-річного ювілею цісарювання Франца-Йозефа І в 1873, 1888 і 1898 роках. Ці дошки були знищені румунською владою після 1918 року.
Неодмінним атрибутом тогочасної ратуші був мідний двоголовий орел (символ Австро-Угорської імперії), який розміщувався на шпилі будівлі. Висота «міської пташки» (як називали символ чернівчани) сягала 3 м, а розмах крил — 2,2 м. Її блиск на сонці можна було побачити далеко за межами міста. 2 вересня 1914 року місто було окуповане російськими військами. Вимогу військової адміністрації «зняти символ ворожої держави» місцеві пожежники проігнорували, а тільки обгорнули його російським триколором. Влада в Чернівцях під час Першої світової війни змінювалась кілька разів. Під час третього захоплення міста російськими військами, останні таки зняли «австрійського орла» і як трофей відправили до Росії.
6 серпня 1917 року, коли місто перебувало під контролем австрійської армії, Чернівецька ратуша стала місцем урочистої зустрічі Цісаря Карла I.

### Ратуша післяавстрійського періоду

Чернівецька ратуша (1920-ті)

Чернівецька ратуша (1960-ті)

Наприкінці 1918 року Північну Буковину окупувало Румунське королівство, місто Чернівці стало адміністративним центром Чернівецького повіту, а згодом Сучавської округи.
Зрозуміло, що «міську пташку» ніхто відновлювати не збирався. Це не вписувалось би у систему дій окупаційної адміністрації, яка знищувала все, що тільки було можливим з того, що нагадувало про австрійський період історії краю. Натомість на шпилі було встановлено флагшток з румунським триколором. Герб Чернівців австрійського зразка на фасаді будівлі було замінено на новий — румунський. На фронтоні було зроблено напис «Primăria» (укр. Мерія).
У 1930-х роках з приміщення Чернівецької ратуші були остаточно виселені всі комерційні структури, й будівля надалі використовувалась виключно як адміністративно-офісне приміщення місцевого органу влади.
Наступні зміни в екстер'єрі Чернівецької ратуші були зроблені в 1940-х роках. 1944 року Буковину та його столицю Чернівці було звільнено від німецьких та румунських загарбників. Місто стало адміністративним центром Чернівецької області УРСР. Щодо ратуші, то вона продовжувала використовуватись за призначенням — у ній розташувався орган місцевого самоврядування радянського періоду. Над будівлею було піднято республіканський прапор. Крім того, було знято румунський герб й замінено напис на фронтоні — замість «Primăria» було зроблено напис українською мовою «Чернівецька міська рада», який зберігся донині.

## Сучасність

Прапор України на балконі Чернівецької ратуші (1991)

Початок 1990-х років став початком української державності. 16 липня 1990 року було прийнято Декларацію про державний суверенітет, а вже за рік, 24 серпня 1991 року, проголошено незалежність України. З того часу Чернівці — обласний центр Незалежної України.
18 вересня 1991 року Президія Верховної Ради своєю постановою дозволила використання майбутнього Державного Прапора України. Того ж року під час одного з велелюдних мітингів на Центральній площі міста державний символ було піднято над Чернівецькою ратушею.
Нині будівля продовжує використовуватись за призначенням. Нині в ній розміщується резиденція міського голови та Чернівецька міська рада.
Щодо змін в екстер'єрі Чернівецької ратуші, то на фронтонному рельєфному щиті встановлено сучасний Герб Чернівців. Крім того, на даху споруди великими літерами викладено девіз міста: «СПІЛЬНИМИ ЗУСИЛЛЯМИ — VIRIBUS UNITIS».
Наразі в Чернівцях не лише відновлюють символи й традиції, пов'язані з минулим Чернівецької ратуші, а й започатковують нові. Починаючи з 12 листопада 2004 року, щодня о 12 годині на вежу будівлі підіймається трубач у колоритному буковинському одязі. Трубач на всі чотири сторони світу відтворює мелодію безсмертної пісні «Марічка» (муз. С. Сабадаша, слова М. Ткача, 1953). Цю мелодію вже стали називати неофіційним гімном Чернівців.

## Механічний годинник ратуші
Рідкісний механічний годинник, який встановлений на 50-метровій вежі ратуші, був виготовлений у Празі майже 170 років тому. За цим годинником магістрат звіряв час із Віднем. Як писав історик Ігор Чеховський, ще на початку XX століття місцевий час випереджав віденський на 44 хвилини. Потреби залізничного транспорту та зв'язку змусили Чернівці перейти на спільний для всієї Австро-Угорщини центральноєвропейський час. Згодом діяв бухарестський, московський, а з 1990 року — київський час. Подібний годинник встановлено у Київській лаврі. За оцінкою фахівців, цей механізм вважався надійним та довговічним.
На фронтоні ратуші висить ще один годинник, колись його циферблат світився уночі. Його замовив у Празі й подарував місту Антон Кохановський (1817—1906) під час свого повторного обрання на пост бургоміста.
18 лютого 2024 року, орієнтовно о 10:00 годині ранку, через поломку однієї з деталей у маятнику, годинник на ратуші зупинився. Згодом було встановлено, що тріснула пружина у маятниковому механізмі, яка є рідкісною для старовинного годинника та її важко знайти. За повідомленням міської ради, що старовинний годинник вже зазнавав поломки, але цього разу таке трапилося вперше. Майстер, який доглядає за годинником підтягнув стрілки на 12:00, аби сурмач міг грати саме опівдні і не відмовлятися від цієї традиції. Тривають роботи, щодо відновлення, роботи годинника.